# Tuli Kupferberg

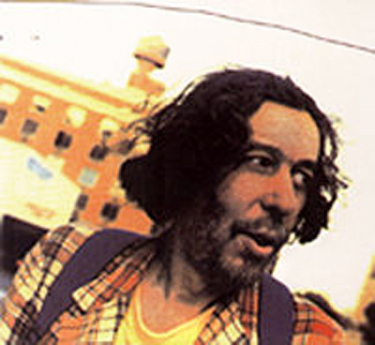
Tuli Kupferberg

Naphtali „Tuli“ Kupferberg (* 28. September 1923 in New York City; † 12. Juli 2010 ebenda) war ein US-amerikanischer Beatnik-Poet, Autor, Cartoonist und Herausgeber. Daneben war er Mitbegründer der Rockband The Fugs.

## Leben
1944 machte Kupferberg seinen Abschluss am Brooklyn College of Arts. Danach studierte er an der New School of Social Research, arbeitete für die Liga für sexuelle Freiheit und unterrichtete an der „Free University“.
1958 gründete er das Magazin Birth, das zwar nur in drei Ausgaben erschien, aber maßgebliche Autoren der Beat Generation wie Allen Ginsberg veröffentlichte. Ginsberg verewigte Kupferberg in seinem Hauptwerk Howl nach einer wahren Begebenheit als den Mann, der von der Brooklyn Bridge sprang und dann unerkannt in Chinatown verschwand. 1961 veröffentlichte Kupferberg das Buch Beatniks; or, The War Against the Beats. Ende 1964 gründete er mit Ed Sanders die Rockband The Fugs, die bis 1969 bestand. Kupferberg schrieb viele der Songs der Gruppe. Er produzierte auch zwei Soloalben, No Deposit, No Return (1964), eine Zusammenstellung gesprochener Gedichte, und Tuli & Friends (1987). Erstveröffentlichungen von Kupferberg in Europa publizierte Urban Gwerder in seiner Zeitschrift Hotcha.
Nach der Zeit mit den Fugs widmete sich Kupferberg vermehrt der Theaterarbeit. 1984 gab es eine Wiedervereinigung der Band, die seitdem wieder Alben aufnimmt und auf Tourneen geht.
Kupferbergs bekanntestes Werk dürfte 1001 Ways to Beat the Draft (1001 Möglichkeiten, den Wehrdienst zu verweigern) von 1966 sein, eine satirische Collage, die er mit Robert Bashlow schuf. 2000 kam seine Cartoon-Sammlung Teach Yourself Fucking heraus.
2003 erschien kurz vor Kupferbergs achtzigstem Geburtstag The Fugs Final CD (Part 1) (deutsch: „Die letzte CD der Fugs (Teil 1)“). Kupferberg selbst bezeichnete sich in diesem Zusammenhang als den ältesten Rockstar der Welt.
2009 erlitt Kupferberg zwei Schlaganfälle, durch die er erblindete.

## Werke
- 1001 Ways to Live Without Working (1961, dt. 1001 Wege ohne Arbeit zu leben, Stadtlichter Presse, Wenzendorf 2015, ISBN 978-3-936271-79-9)
- Why Don't We Do It in the Bed? – Warum tun wir es nicht im Bett? Azid Presse, Amsterdam 1982, ISBN 90-70215-12-8.
- Fuck Nam : a morality play (1967) - Ficknam, Kiepenheuer & Witsch, 1968